# ESA (기업)
ESA (이에스에이, Entertainment Studio Asia)는 대한민국의 게임, 엔터테인먼트, 문화 콘텐츠 기업이다. 1994년에 정영희가 설립한 게임 제작 회사인 소프트맥스(Softmax Co.,Ltd., 한국: 052190)가 2016년 11월 경영난으로 매각되어, 신규 대주주(ESA 제2호 투자조합)의 이름을 딴 ESA로 사명이 변경되었다.

## 역사

### 소프트맥스
창립한 이후, 초기에는 수입 게임을 팔다가, 《창세기전》의 개발로 명성을 얻게 되었다. 2000년 브라우저형 게임 커뮤니티인 《포립》(4leaf) 을 개설하여, 《주사위의 잔영》 등을 운영하였다.
2001년 코스닥에 상장(코드: 52190번)하였고, 《창세기전》시리즈와 《마그나카르타》시리즈를 개발하였다. 2002년에는 전민희의 《룬의 아이들》을 배경으로 한 《테일즈위버》를 넥슨과 협력하여 개발하였고 현재는 넥슨에서 서비스중이다. 2003년 《포립》을 웹 브라우저용으로 전면 개조 및 브라우저 서비스를 종료하였고, 이후 포립의 서비스용으로 《드림 체이서》, 《젤리삐 워즈》를 개발한 후에, 몇 개의 모바일 게임을 개발하였다. 《포립》에서는 《주사위의 잔영 2》가, 모바일게임 《창세기전: 크로우 2》를 발매했었고 2009년 4월30일에는 포립의 서비스가 공식으로 종료되었다.
2007년 2월 27일부터 반다이와 공동사업을 통해 제작해온 건담을 이용한 온라인 캐쥬얼 게임인 《SD건담 캡슐파이터》가 넷마블을 통해서 서비스 중이며, 한국을 포함하여 중국, 홍콩, 마카오, 일본, 대만, 싱가포르, 말레이시아, 인도네시아, 필리핀, 태국, 북미, 유럽 총 11개국에서 서비스 중이다.
디지탈 에이지란 유통사를 세워 자사의 게임인 《창세기전3》, 《창세기전3 Part2》, 《마그나카르타》, 《제노에이지》, 《제노에이지 Plus》, 《파이널 택틱스》, 《디지캐럿 환타지》등을 유통하였고 온라인 쇼핑몰인 엘피앙을 운영하였다.
2000년대 초부터 소프트맥스는 국내 PC 패키지 게임 산업의 몰락으로 인해 PC 패키지 게임 개발을 중단하고, 온라인 게임과 콘솔게임으로 사업 영역을 바꾸었으나, 현재는 MMORPG 《창세기전4》 개발 및 다수의 스마트폰 게임 개발에 집중하였다.

## 주요 작품
- 《창세기전》시리즈 (PC)
- 《마그나카르타》(PC, PS2, PSP)
- 《테일즈위버》(MMORPG)
- 《창세기전 크로우》시리즈 (MOBILE)
- 《SD건담 캡슐파이터》(PC-ONLINE)
- 《모바일 창세기전3 - 에피소드》시리즈 (MOBILE)
- 《마그나카르타 2》(XBOX360)
- 《아이엔젤》 (iOS)
- 《던전파이터 라이브: 헨돈 마이어의 몰락》(XBOX LIVE ARCADE)
- 《이너월드》 (ANDROID)
- 《창세기전4》(MMORPG)